# ورنر فنشل
موریتس ورنر فنشل (به دانمارکی: Moritz Werner Fenchel) (زاده ۳ مه ۱۹۰۵ در برلین – درگذشته ۲۴ ژانویه ۱۹۸۸ در کپنهاگ) ریاضیدان آلمانی اهل دانمارک بود.

## زندگی‌نامه
او که فرزند یک بازرگان بود در دانشگاه هومبولت برلین ریاضیات و فیزیک تحصیل کرد و در سال ۱۹۲۸ با سرپرستی لودویگ بیبرباخ و رساله‌ای با نام دربارهٔ «خمیدگی و پیچش خم‌های فضایی بسته» درجه دکتری ریاضیات را دریافت کرد. سپس تا سال ۱۹۳۳ دستیار ادموند لانداو در دانشگاه گوتینگن بود. وی همچنین در سال ۱۹۳۰ مدتی را در دانشگاه‌های رم نزد لوی چیویتا و کپنهاگ نزد هارالد بور کار کرد. در سال ۱۹۳۳ با به قدرت رسیدن حزب نازی به دانمارک گریخت و در آنجا در نخست در دانشگاه کپنهاگ و سپس در دانشگاه صنعتی دانمارک به کار پرداخت. در ۱۹۴۳ که دانمارک به دست آلمانها افتاد به سوئد گریخت و تا سال ۱۹۴۵ در لوند در مدرسه دانمارکی‌ها تدریس کرد. از سال ۱۹۴۷ دوباره در دانشگاه کپنهاگ به کار سرگرم شد و از ۱۹۴۹ تا ۱۹۵۱ را در دانشگاه کالیفرنیای جنوبی، دانشگاه استنفورد و پرینستون سپری کرد. وی در سال ۱۹۷۴ بازنشسته شد.
زمینه کاری فنشل هندسه دیفرانسیل، هندسه اعداد و نظریه تحدب بود.